# Clear (dầu gội)
Clear là một thương hiệu chăm sóc tóc và da đầu thuộc sở hữu của tập đoàn Unilever. Đây là thương hiệu dầu gội chuyên về trị gàu được bán tại hơn 60 thị trường trên toàn thế giới, đặc biệt là 3 thị trường chăm sóc tóc của Unilever, bao gồm Đông Nam Á, Brasil và Thổ Nhĩ Kỳ.

## Lịch sử phát triển
Clear ra mắt vào năm 1975 với tên gọi Clinic tại Ý. Năm 1982, thương hiệu này được đổi thành Clear cho đến hiện nay. Clear còn được biết đến với tên gọi là Ultrex (Hy Lạp) và Linic (Bồ Đào Nha). Clear đã phát triển thêm dòng sản phẩm Clear Men, được thiết kế riêng dành cho da đầu nam giới.
Trong năm 2021, thương hiệu Clear ở Việt Nam đã cải tiến dòng sản phẩm dầu gội dây với bao bì được sản xuất từ nhựa PE. Đây là loại bao bì dầu gội dây sử dụng nguyên liệu nhựa đồng nhất có thể tái sinh đầu tiên của Clear và tại Việt Nam.

## Sản phẩm

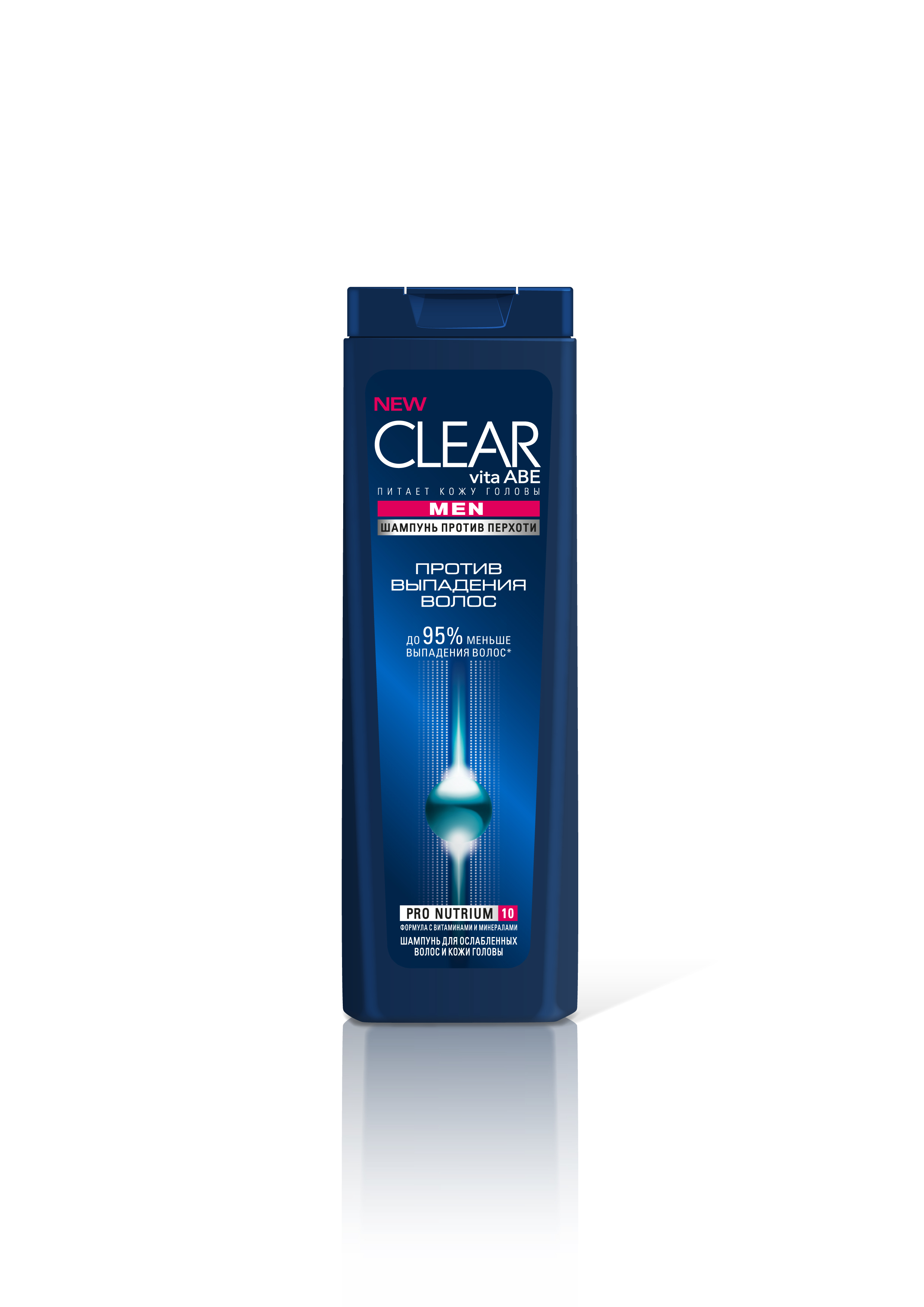
Clear Men, chai màu xanh đậm
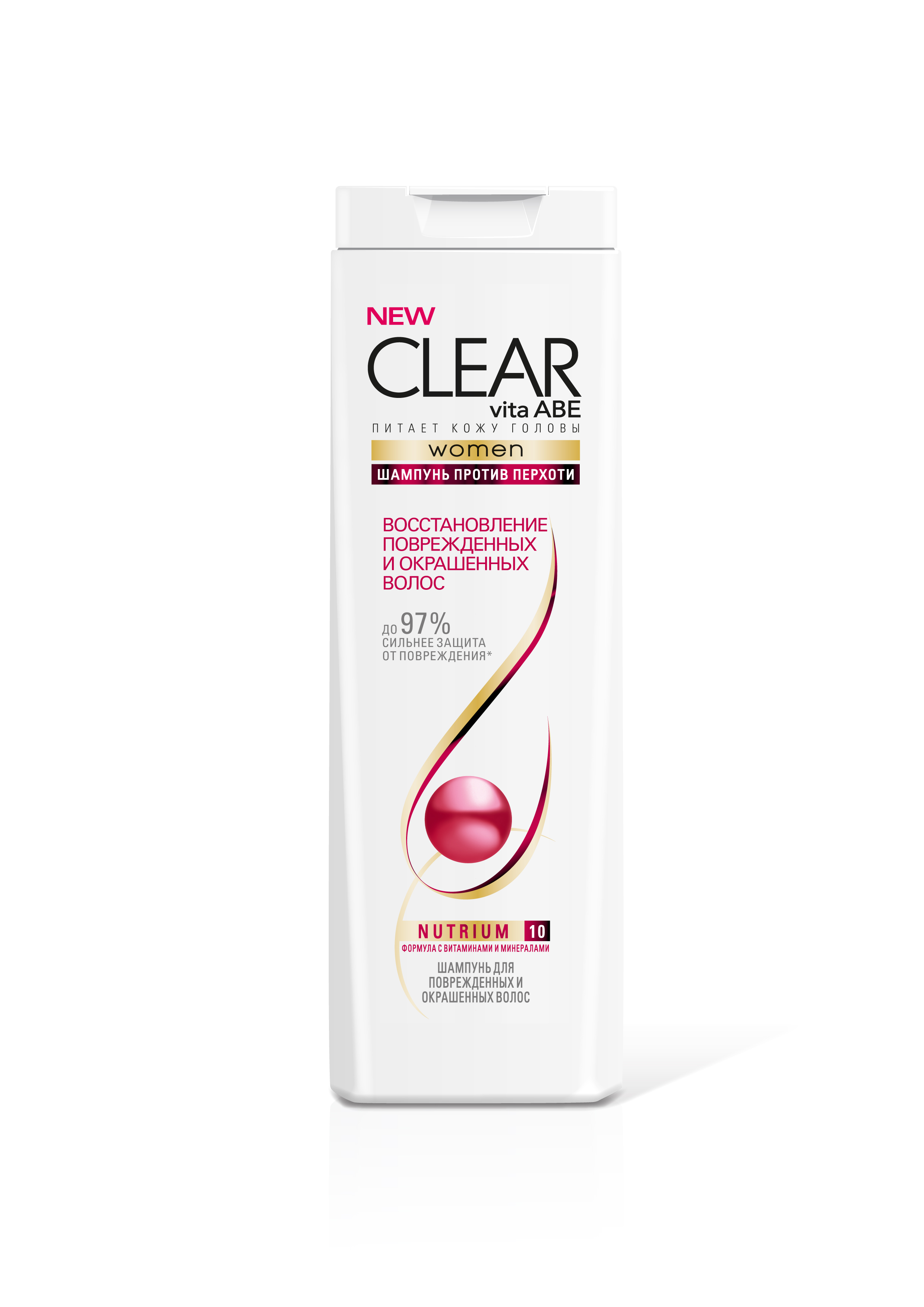
Clear dành cho nữ, chai màu trắng